# Alchemilla fulgida
Alchemilla fulgida é uma espécie de rosácea do gênero Alchemilla, pertencente à família Rosaceae.